# Astrobald
Astrobald (inne wersje Austrovald, Austrevald) (zm. 607) – książę Akwitanii od 587.
Austrovald prawdopodobnie pochodził z Tuluzy, gdzie przebywał, nim został ogłoszony księciem Akwitanii przez króla Guntrama I. Tron Akwitanii zajmowali najpierw Chilperyk I, a potem uzurpator Guntram. Astrobald w  587 wysłał misję pacyfikacyjną do kraju Basków, ale to przedsięwzięcie było nieudane i przyniosło wielkie straty w ludziach (część z nich dostała się do niewoli). Bordeaux było główną rezydencją Astrobalda. Prawdopodobnie zmusił Basków do płacenia daniny, ale według ich praw.
W 589 pod jego dowództwem zgromadziły się wojska Périgueux, Agen, Saintes i Bordeaux, których pomocą najechał Septymanię. Dwukrotnie próbował wypraw łupieżczych na państwo Wizygotów, ale próby te skończyły się niepowodzeniem.
Następcą Astrobalda po krótkim panowaniu został Sereusz.